# Список министров транспорта Германии
Данный список представляет глав федерального министерства транспорта Германии и учреждений, выполнявших соответствующие функции. Охватывает исторический период со времён Веймарской республики по настоящее время. 

## Министры транспорта Веймарской республики, 1919—1933
| Имя                    | Дата вступления в должность | Дата снятия с должности | Партия |
| ---------------------- | --------------------------- | ----------------------- | ------ |
| Йоханнес Белль         | 13 февраля 1919             | 1 мая 1920              | Центр  |
| Густав Бауэр           | 1 мая 1920                  | 21 июня 1920            | СДПГ   |
| Вильгельм Грёнер       | 25 июня 1920                | 12 августа 1923         | —      |
| Рудольф Эзер           | 13 августа 1923             | 11 октября 1924         | НДП    |
| Рудольф Кроне          | 11 октября 1924             | 28 января 1927          | ННП    |
| Вильгельм Кох          | 1 февраля 1927              | 28 июня 1928            | НННП   |
| Теодор фон Гуерард     | 28 июня 1928                | 6 февраля 1929          | Центр  |
| Георг Шетцель          | 7 февраля 1929              | 13 апреля 1929          | БНП    |
| Адам Штегервальд       | 13 апреля 1929              | 27 марта 1930           | Центр  |
| Теодор фон Гуерард     | 31 марта 1930               | 9 октября 1931          | Центр  |
| Готфрид Тревиранус     | 9 октября 1931              | 30 мая 1932             | КНП    |
| Пауль фон Эльц-Рюбенах | 1 июня 1932                 | 28 января 1933          | —      |

## Министры транспорта нацистской Германии, 1933—1945
| Имя                    | Дата вступления в должность | Дата снятия с должности | Партия |
| ---------------------- | --------------------------- | ----------------------- | ------ |
| Пауль фон Эльц-Рюбенах | 30 января 1933              | 2 февраля 1937          | —      |
| Юлиус Дорпмюллер       | 2 февраля 1937              | 23 мая 1945             | НСДАП  |

## Министры транспорта Федеративной Республики Германии, 1949—1990
| Имя                 | Дата вступления в должность | Дата снятия с должности | Партия |
| ------------------- | --------------------------- | ----------------------- | ------ |
| Ганс-Кристоф Зеебом | 20 сентября 1949            | 30 ноября 1966          | НП→ХДС |
| Георг Лебер         | 1 декабря 1966              | 7 июля 1972             | СДПГ   |
| Лауриц Лауритцен    | 7 июля 1972                 | 16 мая 1974             | СДПГ   |
| Курт Гшайдле        | 16 мая 1974                 | 6 ноября 1980           | СДПГ   |
| Фолькер Хауфф       | 6 ноября 1980               | 1 октября 1982          | СДПГ   |
| Вернер Доллингер    | 1 октября 1982              | 12 марта 1987           | ХСС    |
| Юрген Варнке        | 12 марта 1987               | 21 апреля 1989          | ХСС    |
| Фридрих Циммерман   | 21 апреля 1989              | 2 октября 1990          | ХСС    |

## Министры транспорта Германской Демократической Республики, 1954—1990

### Министры транспорта
| Имя             | Дата вступления в должность | Дата снятия с должности | Партия    |
| --------------- | --------------------------- | ----------------------- | --------- |
| Ганс Райнгрубер | 11 октября 1949             | 10 апреля 1953          | —         |
| Роман Хвалек    | 10 апреля 1953              | 19 ноября 1954          | СЕПГ      |
| Эрвин Крамер    | 19 ноября 1954              | 15 декабря 1970         | СЕПГ      |
| Отто Арндт      | 15 декабря 1970             | 7 ноября 1989           | СЕПГ      |
| Генрих Шольц    | 18 ноября 1989              | февраль 1990            | СЕПГ      |
| Герберт Кедди   | февраль 1990                | 12 апреля 1990          | СЕПГ      |
| Хорст Гибтнер   | 12 апреля 1990              | 2 октября 1990          | ХДС в ГДР |

## Министры транспорта Федеративной Республики Германия, 1990—н.в.

### Министры транспорта ФРГ, 1990—1998
| Имя               | Дата вступления в должность | Дата снятия с должности | Партия |
| ----------------- | --------------------------- | ----------------------- | ------ |
| Фридрих Циммерман | 3 октября 1990              | 18 января 1991          | ХСС    |
| Гюнтер Краузе     | 18 января 1991              | 13 мая 1993             | ХДС    |
| Матиас Виссман    | 13 мая 1993                 | 26 октября 1998         | ХДС    |

### Министры транспорта, строительства и жилищного хозяйства ФРГ, 1998—2005
| Имя               | Дата вступления в должность | Дата снятия с должности | Партия |
| ----------------- | --------------------------- | ----------------------- | ------ |
| Франц Мюнтеферинг | 26 октября 1998             | 29 сентября 1999        | СДПГ   |
| Райнхард Климмт   | 29 сентября 1999            | 16 ноября 2000          | СДПГ   |
| Курт Бодевиг      | 20 ноября 2000              | 22 октября 2002         | СДПГ   |
| Манфред Штольпе   | 22 октября 2002             | 22 ноября 2005          | СДПГ   |

### Министры транспорта, строительства и городского развития ФРГ, 2005—2013
| Имя                | Дата вступления в должность | Дата снятия с должности | Партия |
| ------------------ | --------------------------- | ----------------------- | ------ |
| Вольфганг Тифензее | 22 ноября 2005              | 27 октября 2009         | СДПГ   |
| Петер Рамзауэр     | 28 октября 2009             | 17 декабря 2013         | ХСС    |

### Министры транспорта и цифровой инфраструктуры ФРГ, 2013—н.в.
| Имя                | Дата вступления в должность | Дата снятия с должности | Партия |
| ------------------ | --------------------------- | ----------------------- | ------ |
| Александр Добриндт | 17 декабря 2013             | 24 октября 2017         | ХСС    |
| Кристиан Шмидт     | 24 октября 2017             | 14 марта 2018           | ХСС    |
| Андреас Шойер      | 14 марта 2018               | 8 декабря 2021          | ХСС    |
| Фолькер Виссинг    | 8 декабря 2021              | в должности             | СвДП   |